# Dineutus amazonicus
Dineutus amazonicus är en skalbaggsart som beskrevs av Hatch. Dineutus amazonicus ingår i släktet Dineutus och familjen virvelbaggar. Inga underarter finns listade i Catalogue of Life.